# Преморбид
Преморби́д, преморбидное состояние, предболезнь (от лат. morbus — болезнь) — предшествующее и способствующее развитию болезни состояние (на грани здоровья и болезни), когда защитные и приспособительные силы организма перенапряжены или резко ослаблены (например, истощение и переохлаждение организма перед развитием пневмонии). Может либо перейти в выраженную форму болезни, либо через некоторое время закончиться нормализацией функций организма.
Факторами, отвечающими за преморбид, могут быть как врождёнными так и приобретёнными. Эти же факторы впоследствии оказывают влияние на течение болезни в случае её возникновения.
В психиатрии преморбидное состояния отличают от предболезни (более узкого понятия), в то время как прочие источники считают эти названия синонимами. Зачастую симптомы преморбида наблюдаются у больных циклотимической депрессией (изменение личностной аффективности).
Для некоторых заболеваний преморбидное состояние имеет собственное название:
- инкубационный период — для инфекционных заболеваний;
- латентный период — для лучевой болезни;
- предрак — для онкологических заболеваний.